# Католицька церква в Люксембурзі
Като́лицька це́рква в Люксембу́рзі — найбільша християнська конфесія Люксембургу. Складова всесвітньої Католицької церкви, яку очолює на Землі римський папа. Керується конференцією єпископів. Станом на 2004 рік у країні нараховувалося близько 388 000 католиків (86,61% від усього населення). Існувало 1 діоцезій, які об'єднували 275 церковних парафій.  Кількість  священиків — 248 (з них представники секулярного духовенства — 180, члени чернечих організацій — 68), постійних дияконів — 7, монахів — 80, монахинь — 566.